# 信貴山真言宗
信貴山真言宗（しぎさんしんごんしゅう）は毘沙門天（多聞天）を本尊とする真言宗の宗派の一つで、総本山は朝護孫子寺（信貴山寺）である。毘沙門天信仰は飛鳥時代にまで遡る。聖徳太子が物部守屋討伐の戦勝祈願をしたことに始まる。
宗派として独立したのは戦後であるが教義の変更はなかったので、聖徳太子による信貴山寺創建をもって、立教開宗と考えられる。

## 歴史
1951年(昭和26年)3月22日に高野山真言宗から独立して、信貴山真言宗が発足する。翌年9月に認証された。

## 信貴山真言宗管長歴代（朝護孫子寺法主世代）
1. 野澤密全（第129世）
2. 鈴木了道（第130世）
3. 田中真弘（第131世）
4. 鈴木凰永（第132世）
5. 野澤密厳（第133世）
6. 田中真瑞（第134世）
7. 鈴木貴晶（第135世）
8. 野澤密孝（第136世）

## 宗紋
- 毘沙門亀甲

## 寺格（順不同）
- 総本山 朝護孫子寺（奈良県平群町）
- 大本山 千手院 (奈良県平群町)、成福院、玉蔵院　以上はすべて信貴山の山内塔頭
- 末寺　信貴山奥之院（奈良県平群町）、毘沙門院（茨城県鹿嶋市）、釈迦院（千葉県千葉市）、深山寺（神奈川県藤沢市）、東福寺（大阪府住吉区）
- 別院 信貴山東北別院宝寿院（岩手県遠野市）、円通寺（埼玉県川島町）、遠州信貴山（静岡県浜松市）、千福寺（三重県四日市市）、大窪寺（大阪府八尾市）、高知別院竜王寺（高知県南国市）、佳福院（兵庫県加古川市）、宗園院（大分県別府市）、讃岐別院寶性寺（香川県さぬき市）

## 宗務組織
- 管長（朝護孫子寺法主が兼ねる。宗派の代表役員。信貴山内大本山の住職が交代で就任する）
- 宗務長
- 寺務長
- 華務長

## 僧籍・僧階
- 僧階（全15級）
  - 1級 大僧正
  - 2級 権大僧正
  - 3級 中僧正
  - 4級 権中僧正
  - 5級 少僧正
  - 6級 権小僧正
  - 7級 大僧都
  - 8級 権大僧都
  - 9級 中僧都
  - 10級 権中僧都
  - 11級 少僧都
  - 12級 権小僧都
  - 13級 大律師
  - 14級 律師
  - 15級 権律師
- 住職資格　（教師資格を有し、得度、度牒後2年、四度加行・受戒・伝法灌頂修了者）
- 住職任命　（管長の申請、特命のいずれか）

## 年中行事
- 1月

1日～3日　修正会
成人の日　信貴山真華流献華法要
14日　大とんど
- 2月

3日　節分会
- 4月

8日　灌仏会
- 5月

21日　開山堂大祭
- 7月

2日～3日　御出現大祭
- 8月

6日　施餓鬼供養
- 10月

第3日曜　二十八使者守護神練行列
- 11月

3日　柴灯護摩供野外火渡り祈願会
- 毎月　1日　　3日　初寅日　毘沙門天王縁日法要
- 毎月　7日 11時 行者堂月例法要
- 毎月13日 11時 虚空蔵堂回向供養
- 毎月21日 15時 開山堂月例法要
- 毎月28日 11時 三宝堂月例法要
- 毎月二の寅 11時 剱鎧堂月例法要
- 毎月初巳 10時 空鉢堂月例法要

## 特別行事
12年に一度、寅年の2月に毘沙門灌頂

## 教育機関
- 種智院大学（協同経営）
- 洛南高等学校・附属中学校（協同経営）
- 華道信貴山真華流（家元・信貴山管長）

## 施設
- 宝物館（霊宝館）